# Porphyrochroa
Porphyrochroa es un género de insectos dípteros perteneciente a la familia de los empídidos. De distribución neotropical.

## Especies
Este género contiene las siguientes especies:
- P. aliena Mendonça, Rafael & Ale-Rocha, 2008[3]
- P. amazonica Mendonça, Rafael & Ale-Rocha, 2008[3]
- P. argentata Rafael & Ale-Rocha, 2002[4]
- P. bifida Mendonça, Rafael & Ale-Rocha, 2008[3]
- P. cercosingularis Mendonça, Rafael & Ale-Rocha, 2008[3]
- P. dactiliodes Mendonça, Rafael & Ale-Rocha, 2008[3]
- P. distincta Mendonça, Rafael & Ale-Rocha, 2008[3]
- P. dominicanensis Rafael & Ale-Rocha, 2002[4]
- P. elongata Mendonça, Rafael & Ale-Rocha, 2007[5]
- P. amazonica Mendonça, Rafael & Ale-Rocha, 2008[3]
- P. epandrialis Mendonça, Rafael & Ale-Rocha, 2008[3]
- P. genalis Rafael & Ale-Rocha, 2002[4]
- P. grandis Mendonça, Rafael & Ale-Rocha, 2008[3]
- P. hipandriociliaris Mendonça, Rafael & Ale-Rocha, 2007[5]
- P. latifrons Rafael & Ale-Rocha, 2002[4]
- P. longiseta Mendonça, Rafael & Ale-Rocha, 2008[3]
- P. manauara Mendonça, Rafael & Ale-Rocha, 2008[3]
- P. neblina Mendonça, Rafael & Ale-Rocha, 2008[3]
- P. pacaraima Mendonça, Rafael & Ale-Rocha, 2008[3]
- P. palliata (Coquillett, 1902)[6]
- P. pectinata Rafael & Ale-Rocha, 2002[4]
- P. platypoderis Mendonça, Rafael & Ale-Rocha, 2008[3]
- P. quadrilamelaris Mendonça, Rafael & Ale-Rocha, 2008[3]
- P. roraimensis Mendonça, Rafael & Ale-Rocha, 2008[3]
- P. simplex Mendonça, Rafael & Ale-Rocha, 2008[3]
- P. vidali Mendonça, Rafael & Ale-Rocha, 2007[5]
- P. xavieri Mendonça, Rafael & Ale-Rocha, 2008[3]